# Запис Петровића јабука (Бождаревац)
Запис Петровића јабука (Бождаревац) се налази на парцели чији је власник Петровић Милена.

## Локација
| Општина             | Барајево                                                                    |
| Катастарска општина | Бождаревац                                                                  |
| Потес               | Драгомира Миловановића - Мирка                                              |
| Координате          | 44° 33′ 49″ С; 20° 24′ 00″ И / 44.563699999999997° С; 20.400099999999998° И |
| Надморска висина    | 167m                                                                        |

## Карактеристике
Дендрометријске вредности утврђене на терену и сателитским снимцима:
| Стабло                     | Јабука |
| Висина стабла              | m      |
| Обим дебла                 | m      |
| Пречник крошње             | 4m     |
| Пречник дебла              | m      |
| Висина дебла до прве гране | m      |

## База записа
Запис је у оквиру Викимедија пројекта "Запис - Свето дрво" заведен под редним бројем 0992.